# Димитър Миланов (поет)
Вижте пояснителната страница за други личности с името Димитър Миланов.
Димитър Миланов е български поет.

## Биография
Роден е на 6 ноември 1947 г. в село Кладница. Брат е на поета Георги Миланов.
Завършва българска филология във Висшия педагогически институт „Константин Преславски“ в Шумен. Работи в редакцията на сп. „Струма“ и като директор на Двореца на културата в Перник.
Член е на Съюза на българските писатели.
Умира на 13 януари 2012 г. в родното си село.

## Стихосбирки
- „По течението на земята“, 1981
- „Птици на твоя прозорец“, 1985
- „Кладенец“
- „Метличини и топъл камък“, 1993, издадена с конкурс на Националния център на книгата,
- „Зелените влакове на юли“, 1998
- „Стени от тъмнина” (2003)
- „Берачи на звезди” (2004)
- „Всичко ще се случи после“, 2007

Поетът Иван Давидков, възхитен от лириката му, написва предговор към дебютната му стихосбирка „По течението на земята“ (1981). Негови стихотворения са преведени на немски език. Съставител е на Антология „Българска християнска лирика“ (1991), съвместно с Иван Тренев и Паруш Парушев.
1. ↑  Жеков, Маргарит. https://www.europa-literaturkreis.net/ //  "Литературен вестник", брой 25 от 2021 г.   14.09.2021.